# Фотосинтетичка фосфорилација
Фотосинтеза је основни процес у природи зато што обезбеђује органске материје за све живе организме. Све остале синтезе у живим бићима настављају се на фотосинтезу.

## Фотосинтетичка фосфорилација
Синтеза АТП (из АДП и П) у фотосинтези се обавља на светлости у тилакоидним мембранама и зато се назива фотосинтетичка фосфорилација. Први пут је експериментално доказана са изолованим хлоропластима од стране Арнона и сар. 1954. године. Овај процес спада у ендергоничне реакције и захтева велику количину енергије.
У светлој фази фотосинтезе фотосинтетичка фосфорилација се остварује на рачун транспорта електрона и протона . За објашњење везе између транспорта електрона и фосфорилације је било предложено више теорија од којих хемијска објашњава да се потребна количина енергије за овај процес добија у транспорту електрона од неког једињења које је у високо енергетском стању. Према конформационој теорији синтеза АТП у мембранама се обавља у самој мембрани захваљујући конформационим променама у мембрани и ензимима одговорним за фосфорилацију. Међудтим, и поред интензивних истраживања није се успело да се хемијски идентификују једнињења која би потврдила ове теорије.

### Хемиосмотска хипотеза
Савремени концепт објашњења фосфорилације почива на Мичеловој хемиосмотској хипотези из 1961. године. Иако у почетку оспоравана, ова хипотеза је данас прихваћена као универзални механизам за објашњење биосинтезе АТП у свим процесима укључујући и фотосинтезу и дисање (оксидативна фосфорилација). За овај изузетно значајан допринос разумевању трансформације енергије у живим ћелијама, Мичел је награђен Нобеловом наградом за хемију 1978. године.
У својој хипотези Мичел је предложио индиректну везу између ензима који врше фосфорилацију и транспорта електрона и протона у мембранама митохондрија, хлоропласта или ћелија бактерија. Мичелова хипотеза је базирана на следећим постулатима:
- Фосфорилација се може обавити под условом да су мембране непропустљиве за пасиван транспорт протона и да на њима постоји електрон-транспортни систем;
- Преносиоци електрона треба да буду тако асиметрично распоређени да омогуће да се протони везују са једне, а отпуштају са друге стране мембране;
- АТП синтеза почиње са повратком протона са места акумулације помоћу интегралног мембранског комплекса кога чини ензим АТП синтетаза.

Слободна енергија елктро-хемијског протонског градијента састоји се од две компоненте:
- електричног потенцијала;
- хемијског потенцијала.

Ове две компоненте чине протонску моторну силу, односно дају енергију, која омогућава да ензим АТП синтетаза синтетише АТП из АДП и П.
Назив хемиосмотска хипотеза је добила по томе што се протони крећу кроз канале на мембранама у складу са концентрационим и електрохемијским градијентом (процесом осмозе), а пошто се та енергија користи за хемијски процес (синтезу АТП), додат је префикс хеми.
Мичелова хипотеза је потврђена експериментима Јагендорфа и Урибеа (1996).

### Фосфорилација и синтеза АТП
Апсорпција светлости и екситација ПСИИ и ПСИ покреће транспорт електрона, фотолизу воде и транспорт протона. При том се транспорту раздваја наелектрисање и то тако да се електрони крећу дуж електрон-транспортног ланца, а протони се из строме преко система пластохинона убацују у унутрашњост (лумен) тилакоида.
Као резултат редокс циклуса пластохинона долази до накупљања протона у унутрашњости тилакоида, где се заједно са јоном водоника из фотолизе воде стварају протонски градијент. Тилакоидна мембрана због транспорта јона хлора и магнезијума има неутрално наелектрисање, тако да протонска сила, која је резултат градијент протона, је једина енергија која покреће синтезу АТП у хлоропластима. По томе се синтеза АТП у хлоропластима разликује од синтезе АТП у митохондријама.
Акумулирани јони водоника теже да се у складу са осмотским кретањима врате из лумена тилакоида (већа концентрација) у строму (мања концентрација). Међутим, непропустљивост тилакоидне мембране не дозвољава протонима да из лумена тилакоида једноставно дифундују назад. Повратак протона у строму ограничен је на веома специфичне протонске канале који пролазе кроз тилакоидне мембране и који су део ензима који синтетише АТП (АТП синтетазе).
Синтеза АТП која је резултат нецикличног транспорта електрона се назива нециклична фотосинтетичка фосфорилација. До синтезе АТП долази и у току цикличног транспорта електрона (циклична фотосинтетичка фосфорилација). Поред ова два пута синтеза АТП се остварује и при псеудоцикличном путу и означава се као псеудоциклична фосфорилација.
Механизам дејства синтетазе (АТПазе) је потврђен тек када је откривена њена структура. Она је велики протеин кога чине два полипептидна комплекса позната као ЦФ0 и ЦФ1. Комплекс ЦФ0 је хидрофобни протеин који формира канале за пролаз водоникових јона и тако каналише енергију протонског градијента ка активном центру ензима АТП синтетазе. Овај активни центар се налази у оквиру комплекса ЦФ1. Као каналски комплекс ЦФ0 пролази кроз мембрану, док ЦФ1 као крупна глобула лежи у строми.
На основу предложеног механизма за функционисање АТПазе који су предложили Вокер и Бојер (награђени Нобеловом наградом 1997. године за хемију) деловање протонске моторне силе не користи се директно за синтезу АТП. То дејство је индиректно, односно утиче на конформацију ензимских компоненти у ЦФ1 која омогућава да се оствари синтеза АТП (из АДП и П), односно да се ослободи образовани АТП. Прорачун је да се три АТП молекула синтетишу за сваку ротацију ензима.
Веома сложене реакције фосфорилације могу се укратко сумирати на следећи начин:
- Цикличан или нецикличан транспорт електрона ствара протонски градијент и то тако да унутрашњост тилакоида има већу концентрацију јона водоника од строме.
- Протонски градијент ствара разлику у pH између унтрашњости тилакоида и строме и разлику у наелектрисању мембране и то чини тзв. протонску моторну силу.
- Разлика у наелектрисању мембрана код хлоропласта се неутралише јонима хлора и магнезијума и зато протонску моторну силу за синтезу АТП у хлоропластима чини само ΔpH.
- Разлика у концентрацији јона водоника покреће дифузију јона водоника, али они због непропустљивости мембране пролазе само кроз канал АТПазе.
- При транспорту кроз канал АТПазе протони ослобађају енергију која се користи за синтезу АТП. За образовање 1 молекула АТП потребно је да се 4 водоникова јона транспортују из тилакоида у строму.
- Енергија ΔpH се не користи директно у синтези АТП, већ за промене у конформацији ензима АТПазе. За сваки окрет ензимске субјединице синтетише се 3 АТП.

Треба такође истаћи и да је једна од основних поставки Мичелове хипотезе реверзибилност реакције синтезе АТП.То значи да у одређеним условима ЦФ0-ЦФ1 комплекс може да користи слободну енергију која настаје при хидролизи АТП и да тако поново успостави протонски градијент.